# Paul Mounet

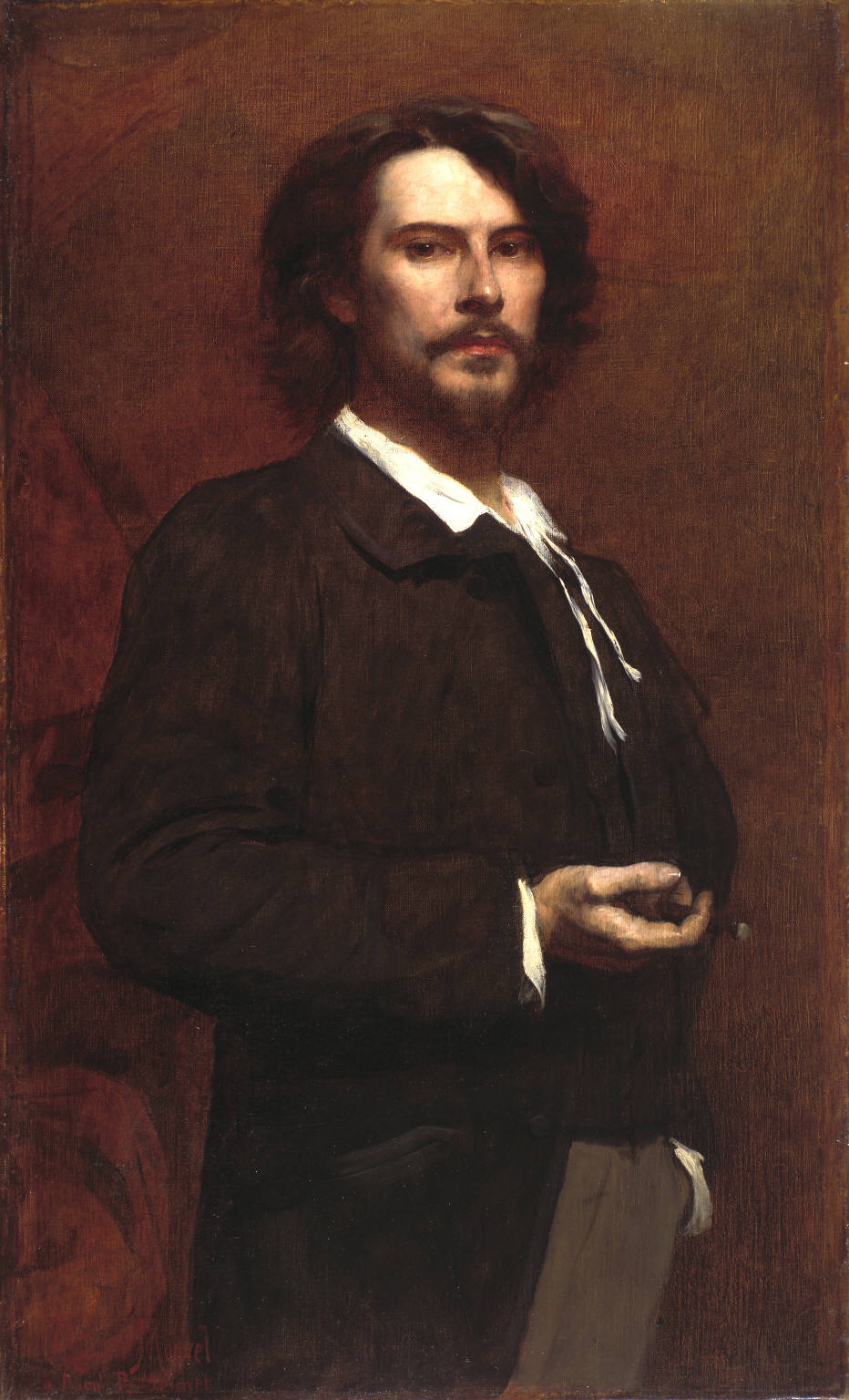
Paul Mounet

Jean Paul Mounet, född 5 oktober 1847, död 10 februari 1922, var en fransk skådespelare. Han var bror till Mounet-Sully.
Mounet debuterade efter avlagda medicinska examina 1880 på Théâtre de l'Odéon och var från 1891 anställd där som societär. Mounets framställning var buren av präktiga yttre medel, kraft och temperament. Bland hans roller märkt Teiresias i Antigone, Macbeth, Jago i Othello, Don Salluste i Ruy Blas och Severo Torelli.